# Algiers
Algiers – amerykański zespół eksperymentalny z Atlanty w Georgii.

## Muzycy
- Franklin James Fisher – wokal, wokal wspierający, gitara, pianino, wiolonczela, bębny, perkusja, samplowanie
- Ryan Mahan – gitara basowa, syntezator, pianino, wokal wspierający, perkusja
- Lee Tesche – gitara, perkusja, wokal wspierający
- Matt Tong – bębny, perkusja, wokal wspierający

## Dyskografia

### Albumy
- Algiers (2015)
- The Underside of Power (2017)
- There Is No Year (2020)

### Single/EP
- „Blood” / „Black Eunuch” (2012, Double Phantom Records)
- „Mute Studio Sessions” (2015, Matador)
- „Walk Like A Panther” (2017, Matador)
- „Blood” / „Black Eunuch” (2017, Geographic North)
- „September 2017” (Algiers Self-released)
- „1st November 1954” (2018, Algiers Self-released)
- „Can The Sub_Bass Speak?” (2019, Matador)
- „Void” (2019, Adult Swim Singles Club)
- „Can the Sub_Bass Speak? b/w It All Comes Around Again” (2020)